# Fara v Mnichu
Fara v Mnichu s číslem popisným 1 je barokní budova vystavěná roku 1768. V roce 1963 byla zapsaná do Ústředního seznamu kulturních památek ČR.

## Popis
Fara se nachází ve středu obce. Mohutná jednopatrová stavba stojí na obdélném půdorysu a je zastřešena vysokou mansardovou střechou. K faře přiléhá areál s hospodářskými budovami.

## Historie
Fara byla vystavěna v roce 1768 na místě bývalé tvrze.